# Jeantes
Jeantes är en kommun i departementet Aisne i regionen Hauts-de-France i norra Frankrike. Kommunen ligger  i kantonen Aubenton som ligger i arrondissementet Vervins. År 2022 hade Jeantes 224 invånare.

## Befolkningsutveckling
Antalet invånare i kommunen Jeantes
Referens: INSEE